# Siegfried Dietrich (Physiker)
Siegfried Dietrich (* 27. Januar 1954 in Singen (Hohentwiel)) ist ein deutscher theoretischer Festkörperphysiker, der sich mit der Physik von Grenzflächen beschäftigt.
Dietrich studierte Physik an der Universität Konstanz und der Ludwig-Maximilians-Universität München, wo er 1979 sein Diplom machte, 1982 promoviert wurde (Feldtheoretische Beschreibung kritischer Phänomene in halbunendlichen Systemen) unter Herbert Wagner, und sich 1986 habilitierte. Nach der Promotion war er wissenschaftlicher Mitarbeiter an der Universität München und 1983/84 an der University of Washington in  Seattle. Er war Professor an der Universität Würzburg (1987/88), an der Universität Mainz (1988/89) und von 1989 bis 2000 an der Bergischen Universität Wuppertal. Seit 2000 ist er Direktor am Max-Planck-Institut für Metallforschung in Stuttgart (seit 2011 umstrukturiert und umbenannt in Max-Planck-Institut für Intelligente Systeme) und außerdem Professor für theoretische Physik an der Universität Stuttgart.
Er beschäftigt sich mit der Theorie räumlich inhomogener kondensierter Materie, zum Beispiel Grenzflächenprozesse wie Benetzungsphänomenen, Kapillarkräfte, kollektive Dynamik, entropische Kräfte, kritische Phänomene an Grenzflächen und weiche Materie an Grenzflächen, Nanofluidik. Seine Forschungen haben auch Anwendungen auf chemische Chips.
2002 erhielt er den Max-Born-Preis und 1985 den Walter-Schottky-Preis.